# Wormerland

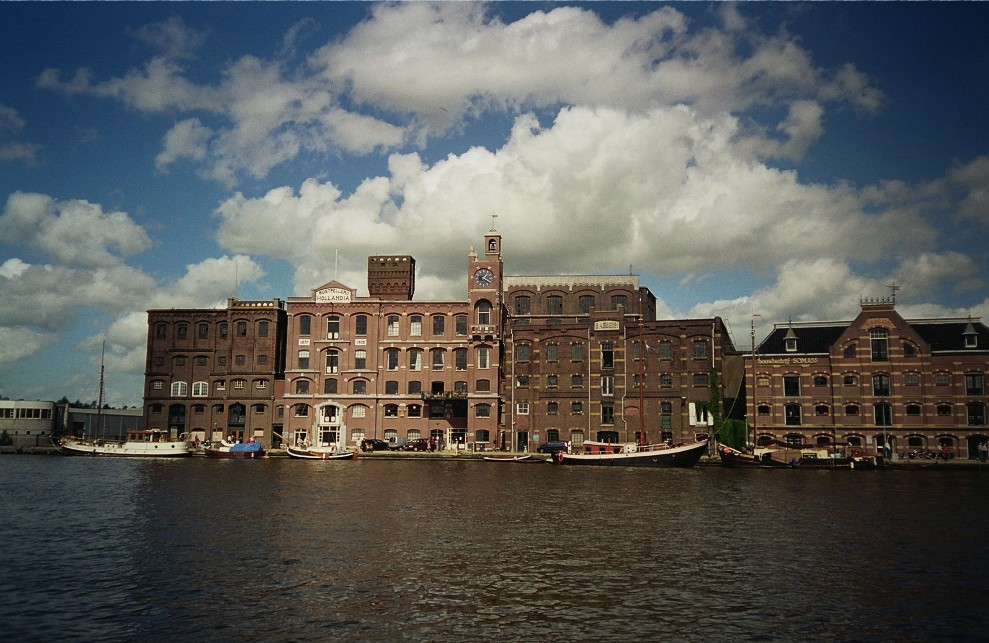
Pakhuizen langs de Zaan

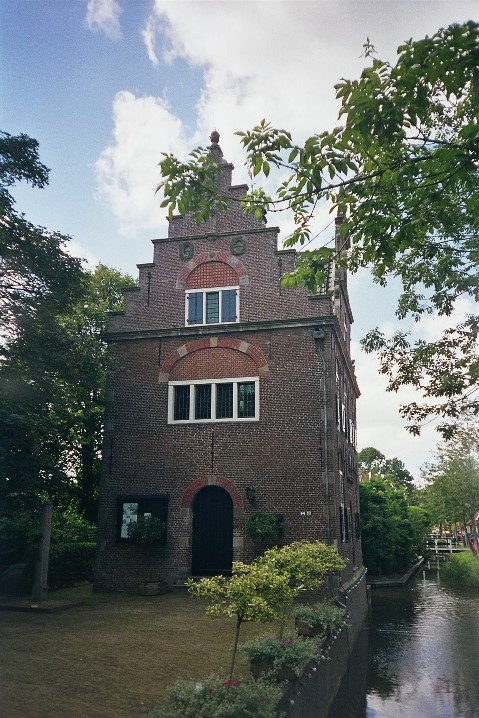
Voormalig raadhuis Jisp

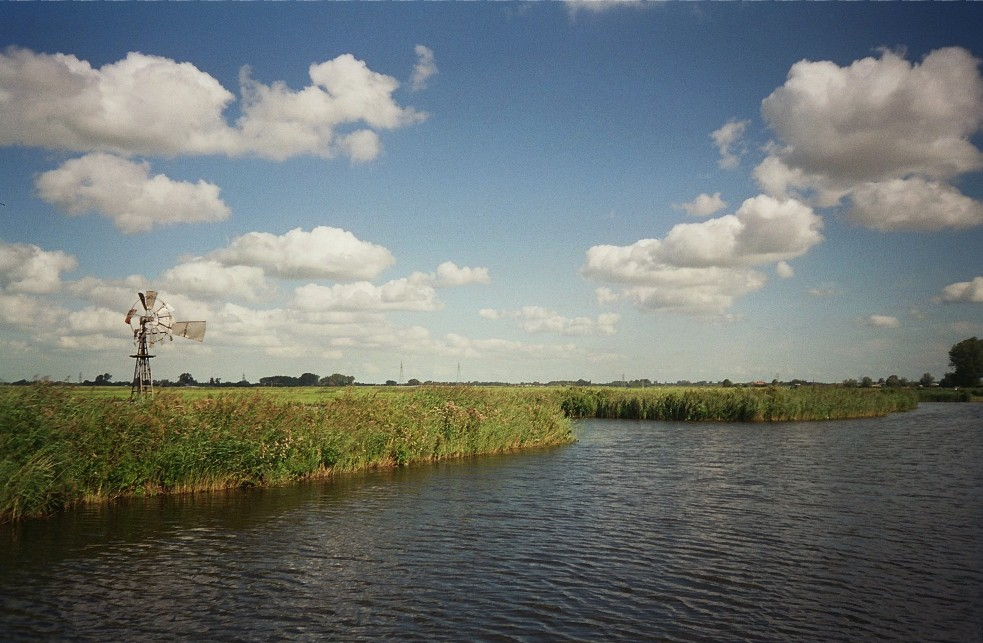
Natuurgebied Wormer- en Jisperveld

Wormerland (uitspraakⓘ) is een gemeente in de Zaanstreek in de Nederlandse provincie Noord-Holland. De gemeente Wormerland ontstond in 1991 door de samenvoeging van de gemeenten Jisp, Wijdewormer en Wormer.
De gemeente telde 16.560 inwoners op 1 januari 2024 (bron: CBS) en heeft een oppervlakte van 45,14 km² (waarvan 6,51 km² water).

## Plaatsen binnen de gemeente
Dorpen/Gehucht:
- Jisp
- Neck
- Oostknollendam
- Spijkerboor
- Wijdewormer
- Wormer

Buurtschappen:
- Bartelsluis
- Engewormer

## Topografie
Topografische gemeentekaart van Wormerland, per september 2022

## Aangrenzende gemeenten
| Aangrenzende gemeenten | Aangrenzende gemeenten | Aangrenzende gemeenten | Aangrenzende gemeenten | Aangrenzende gemeenten |
| ---------------------- | ---------------------- | ---------------------- | ---------------------- | ---------------------- |
| Alkmaar                |                        |                        |                        | Purmerend              |
|                        |                        |                        |                        |                        |
|                        |                        |                        |                        |                        |
|                        |                        |                        |                        |                        |
| Zaanstad               |                        | Oostzaan               |                        | Landsmeer              |

## Zetelverdeling gemeenteraad
Samenstelling van de Wormerlandse gemeenteraad vanaf 1990:
| Gemeenteraadszetels               | Gemeenteraadszetels | Gemeenteraadszetels | Gemeenteraadszetels | Gemeenteraadszetels | Gemeenteraadszetels | Gemeenteraadszetels | Gemeenteraadszetels | Gemeenteraadszetels | Gemeenteraadszetels |
| Partij                            | 1990                | 1994                | 1998                | 2002                | 2006                | 2010                | 2014                | 2018                | 2022                |
| --------------------------------- | ------------------- | ------------------- | ------------------- | ------------------- | ------------------- | ------------------- | ------------------- | ------------------- | ------------------- |
| GroenLinks                        | 2                   | 3                   | 2                   | 4                   | 4                   | 2                   | 3                   | 4                   | 3                   |
| VVD                               | 3                   | 3                   | 3                   | 3                   | 3                   | 2                   | 4                   | 3                   | 4                   |
| Vereniging Liberaal Wormerland    | -                   | 1                   | 3                   | 4                   | 3                   | 6                   | 4                   | 3                   | -                   |
| Partij voor Ouderen en Veiligheid | -                   | -                   | -                   | -                   | -                   | -                   | -                   | 2                   | 5                   |
| CDA                               | 4                   | 3                   | 3                   | 3                   | 3                   | 2                   | 2                   | 2                   | 2                   |
| PvdA                              | 2                   | 3                   | 3                   | 2                   | 4                   | 2                   | 2                   | 2                   | 2                   |
| D66                               | 2                   | 2                   | 1                   | 1                   | -                   | -                   | -                   | 1                   | 1                   |
| SP                                | -                   | -                   | -                   | -                   | -                   | 3                   | 2                   | -                   | -                   |
| Gemeentebelangen                  | 2                   | -                   | -                   | -                   | -                   | -                   | -                   | -                   | -                   |
| Totaal                            | 15                  | 15                  | 17                  | 17                  | 17                  | 17                  | 17                  | 17                  | 17                  |

## OVER-gemeenten
De gemeente Wormerland werkt op ambtelijk niveau samen met de gemeente Oostzaan. Door het samenvoegen van de ambtelijke organisaties willen de gemeenten een structurele oplossing bieden voor de uitdagingen van kleine gemeenten. De gemeenten blijven bestuurlijk zelfstandig.

## Monumenten
In de gemeente zijn er een aantal rijksmonumenten, oorlogsmonumenten, gemeentelijke en provinciale monumenten, zie:
- Lijst van gemeentelijke monumenten in Wormerland
- Lijst van oorlogsmonumenten in Wormerland
- Lijst van provinciale monumenten in Wormerland
- Lijst van rijksmonumenten in Wormerland

## Kunst in de openbare ruimte
In de gemeente Wormerland zijn diverse beelden, sculpturen en objecten geplaatst in de openbare ruimte, zie:
- Lijst van beelden in Wormerland